# Podhradí, Jičín
Podhradí là một chợ huyện thuộc huyện Jičín, vùng Královéhradecký, Cộng hòa Séc.